# Месть без предела
«Месть без предела» (англ. Vengeance Unlimited) — американский шестнадцатисерийный телесериал с Майклом Мэдсеном и Кэтлин Йорк в главных ролях. Транслировался телеканалом ABC с 29 сентября 1998 по 25 февраля 1999 года.

## Сюжет
Главный герой сериала — неуловимый мститель, красивый и статный мистер Чепэл, обладающий мрачным чувством юмора и обострённым чувством справедливости. Он посвятил себя благородной миссии — спасать несправедливо обвинённых от тюремного заключения и воздавать по заслугам настоящим преступникам, которым удалось избежать возмездия благодаря ловкости продажных адвокатов, умело использующих судебно-правовую систему. За свою помощь мистер Чэпел не берёт денег, а лишь просит когда-нибудь оказать ему ответную услугу. Его убеждения разделяет мисс Гриффинс, которая помогает мстителю несмотря на то, что она давно уплатила свой долг.

## В ролях
- Майкл Мэдсен — мистер Чепэл
- Кэтлин Йорк — мисс Гриффинс
- Дейтон Калли — бывший детектив Чак
- Скотт Паттерсон — детектив Суэйн

## Список эпизодов
| Номер | Название               | Оригинал                  | Дата трансляции       |
| ----- | ---------------------- | ------------------------- | --------------------- |
| 1     | «Жестоко и необычно»   | «Cruel and Unusual»       | 29 сентября 1998 года |
| 2     | «Жертва обстоятельств» | «Victim of Circumstances» | 1 октября 1998 года   |
| 3     | «Эдем»                 | «Eden»                    | 8 октября 1998 года   |
| 4     | «Жестокий конец»       | «Bitter End»              | 15 октября 1998 года  |
| 5     | «Справедливость»       | «Justice»                 | 22 октября 1998 года  |
| 6     | «Честолюбие»           | «Ambition»                | 29 октября 1998 года  |
| 7     | «Под охраной»          | «Security»                | 10 декабря 1998 года  |
| 8     | «Увольнение с позором» | «Dishonorable Discharge»  | 17 декабря 1998 года  |
| 9     | «Ставка на чёрное»     | «Noir»                    | 24 декабря 1998 года  |
| 10    | «Вендетта»             | «Vendetta»                | 7 января 1999 года    |
| 11    | «Доверчивость»         | «Confidence»              | 14 января 1999 года   |
| 12    | «Правосудие»           | «Judgment»                | 21 января 1999 года   |
| 13    | «Группа друзей»        | «Clique»                  | 28 января 1999 года   |
| 14    | «Критика»              | «Critical»                | 4 февраля 1999 года   |
| 15    | «Цена успеха»          | «Legalese»                | 11 февраля 1999 года  |
| 16    | «Друзья»               | «Friends»                 | 25 февраля 1999 года  |

## Трансляция в мире
В русскоязычном пространстве был озвучен Андреем Ярославцевым и Натальей Казначеевой и впервые показан телеканалом НТВ в 2000 году.